# 173 Ino
173 Ino eller A922 SB är en asteroid upptäckt den 1 augusti 1877 av den franske astronomen Alphonse Borrelly vid Marseille-observatoriet. Asteroiden har fått sitt namn efter Ino, drottning av Thebe inom grekisk mytologi.
Den tillhör asteroidgruppen Eunomia.